# 小習
小習（こならい）・習事（ならいごと）とは茶道の修道課程のひとつで、道具や状況に応じた手続きをまとめたもの。かつては伝物とされて非公開であったため、初伝などと呼ばれることもある。しかし明治以降は書籍として公刊される機会も多くなった。

## 構成
表千家では習事八箇条・飾物五箇条の合計13条としている。習事は茶筅飾・台飾・長緒・盆香合・花所望・炭所望・組合点・仕組点、飾物は軸飾・壺飾・茶入飾・茶碗飾・茶杓飾である。かつては小免八箇條と称していたものに、19世紀初頭9代了々斎が茶入飾・茶碗飾・茶杓飾・花所望・炭所望の5つを加えて習事十三箇条と称していたが、21世紀に入って14代而妙斎によって飾物五箇条が分けられた。
裏千家では前八ヶ条・後八ヶ条の16条としている。前八ヶ条は貴人点・貴人清次・茶入荘・茶碗荘・茶杓荘・茶筅荘・長緒茶入・重茶碗、後八ヶ条は包帛紗・壺荘・炭所望・花所望・入子点・盆香合・軸荘・大津袋である。前後の区別は14代無限斎（淡々斎）からのものである。なお「飾」を「荘」と表記する慣習があり、これは仏教の荘厳（しょうごん）に由来する。

## 各論
一般化して述べるが、当然ながら意義付けなどは流派によってかなりの差異がある。

### 初座での床飾り
ふつう初座の床には掛物のみを掛けるが、用いる道具によっては格別の取り扱いをする事がある。壺飾は古くからの習いだが、それ以外は江戸時代に（特に後期になって）拝領品への配慮として生じた取り扱いだと思われる。

#### 軸飾
軸飾・軸荘（じくかざり）は掛物に敬意を表す取り扱いである。普通ならば床に掛ける掛物を巻いたまま床に飾りつけておき、席中で客からの所望に応じて掛ける。特に格の高い掛物（宸翰など）の場合はまたすぐに巻いてしまう。飾り方には流派や掛物の格に応じて差異がある。
名物の掛物ではあとから著名な人物による外題が付くことがあり、おそらくそれを見せるための外題飾という取り扱いが起源である。勅筆などを拝領した時点では外題はないはずだが、同じように扱うことで格別の扱いとしたものと考えられている。

#### 壺飾
壺飾・壺荘（つぼかざり）は茶壺を床に飾る取り扱いである。初夏に採れた新茶を茶壺に封じて寝かせておき、炉開きの頃に封切る「口切の茶事」のための手続きである。ただし今日では新茶を茶壺に蓄えること自体が廃れた習慣であり、逆に口切のために茶壺に入れた茶が用意される。したがって壺飾や口切は過去の文化を伝えるために形式的に残されたものという見方もできる。
飾物といえば普通は名物や由緒のある道具を用いるときの取り扱いであるが、口切りの場合は並の茶壺であっても床に飾ることがある。これは茶人にとって口切りの茶が格別に喜ばしいものであることを示しているとも考えられる。

#### 茶入飾・茶碗飾・茶杓飾
茶入飾（ちゃいれかざり）・茶碗飾（ちゃわんかざり）・茶杓飾（ちゃしゃくかざり）は、それぞれ茶入・茶碗・茶杓に名物や由緒のあるものを用いる場合の取り扱いである。表千家では初座で床に飾りつけておき、客が所望して拝見する手続きをいう。後座でこうした道具を用いて点前をする場合には後述の茶筅飾を行う。裏千家でも元来同様なのだが、茶入荘・茶碗荘・茶杓荘といった場合には後座で行う点前（茶筅荘の変形）までを含める。
茶入はもともと床に飾るべきものだったのが、時代と共に省略され重く扱う場合でも茶筅飾のみが行われていた。しかし江戸時代後期になって再び床に飾るようになったと考えられる。茶碗・茶杓は本来床に飾るべきものではなく、江戸時代後期に拝領品を丁重に扱う必要から茶入同様に飾るようになったと考えられる。本来茶道具は点前に用いてこそのものだが、拝領先を憚り床に飾って拝見するだけで点前には用いないということまで行われるようになった。

### 道具に応じた点前
点前に用いる道具が格別の品である場合、その道具を通常より重く扱うことがある。これは大まかには、何か他のものを下敷きにする方法と、格上の道具と同様に扱う方法とがある。ここでの格とは茶道具を茶との遠近により並べた序列によるもので、茶を入れる茶器が最も高く、次いで茶碗や茶杓、その後に風炉釜や水指・蓋置・建水などが続くとされる。

#### 茶筅飾
茶筅飾・茶筅荘（ちゃせんかざり）は茶入・茶碗・茶杓・水指のいずれかが名物もしくは由緒のある場合に行う取り扱いである。あらかじめ水指の蓋上手前に茶巾、その上に茶筅を乗せ、茶巾の右側には茶杓を乗せ、水指の手前には仕覆を着せた茶入を入れた茶碗を置く。この飾りつけ方、およびこの状態からはじめる点前を茶筅飾という。ただし裏千家の場合、茶入・茶碗・茶杓に故ある場合には点前に少しずつ変更が加わり、それぞれを茶入荘・茶碗荘・茶杓荘という。
茶筅飾は茶入を重く扱うために茶碗を下敷きにしたのが元々で、これはかなり古い起源があると考えられる。その結果、勝手から運び出すべき茶碗や茶杓も点前座に飾りつけることになる。これは茶碗や茶杓にとっては通常よりも格上の扱いであるので、これらを重く扱うときにも茶筅飾とする。一方、水指を重く扱うための茶筅飾はかなり新しい（早くても幕末以降）ものだと考えられる。

#### 組合点
組合点（くみあわせだて）は建水が名物もしくは由緒のある場合に行う取り扱いである。これは茶筅飾の変形で、最初に茶碗が建水に載っていて、柄杓・蓋置が棚物に飾られている点が異なる。
茶筅飾の時に曲建水を茶碗の下敷きにすることで茶入と茶碗をさらに重く扱う古法があり、もともとこれを入子点（いれこだて）といっていた。こうすることで、茶道具の序列の中では下位にある建水を格別重く扱うことにもなる。そこで江戸時代半ば頃から、故ある建水の時に組合点を行うようになった。

#### 仕組点・入子点
仕組点（しぐみだて）・入子点（いれこだて）は道具を運ぶ手間を省く取り扱いで、老人など立ち座りに苦労がある場合に行うものである。棚物に柄杓・蓋置を飾っておき、茶巾・茶筅・茶杓を仕込んだ茶碗を建水に入れて運び出すため、立ち座りは1度で済む。
江戸時代前期から見かけられるもので、客が急ぐ時や、茶筅飾にするほどでもない茶碗を少しだけ重く扱う場合にも行われていた。

### 客に応じた点前
わび茶がもともと持っていた方向性とは幾分異なるのだが、客に応じた変化が必要になる場合があった。貴人という発想自体わび茶と似つかわしくないが、江戸時代は特に身分の分別が要求されており、大名への仕官を通じて必然的にこうした分別への対応が必要になっていったと考えられる。一方で江戸時代半ば以降に茶道人口が増大すると、一度に大勢をもてなす必要も生じてきた。

#### 台飾
台飾（だいかざり）は貴人の客に対する手続きである。あらかじめ棚物の上に天目台を飾っておき、濃茶を客に出す時に天目台に載せて出すものである。客に出すとき以外は通常の扱いとなるので天目茶碗は使えない。天目茶碗を使う場合には台天目となる。

#### 貴人点
貴人点（きにんだて）も貴人の客に対する手続きである。おそらく台飾の変形だが、より配慮が多くなっている。台は貴人台といって形は天目台だが白木地のものを用い、これに天目形の茶碗を載せて持ち出す。以前は点前座では茶碗を台から下ろして扱っていたが、今は常に台に載せたまま扱う。

#### 貴人清次
貴人清次（きにんきよつぐ）は貴人とその随伴に茶を供する手続きである。茶碗・茶筅・茶巾は、貴人に対して用いるものと随伴に対して用いるものとを使い分ける。

#### 重茶碗
重茶碗（かさねちゃわん）は客が大勢の場合の取り扱いで、茶碗を2枚または3枚重ねて持ち出す手続きである。

### 茶器の取り扱い

#### 長緒
長緒（ながお）・長緒茶入は平たい茶入の取り扱いである。平たい茶入では袋（仕覆）の紐（緒）が長くなっており、これを長緒という。元々どんな茶入でも長かった緒を珠光（一説には利休）が短くしたとされており、これにより緒の扱いは非常に簡素になった。江戸時代半ばごろから再び長緒が復活するようになったらしい。

#### 包帛紗・大津袋
包帛紗（つつみふくさ）・大津袋（おおつぶくろ）は棗を濃茶に用いるときの取り扱いである。2つは棗を帛紗に包むか大津袋に包むかが異なり、包帛紗ではその帛紗を点前に用いるのに対し、大津袋では仕覆とほぼ同様に扱う。

### その他

#### 盆香合
盆香合（ぼんこうごう）は香合が名物もしくは由緒のある場合に行う取り扱いで、炭点前のときに盆に載せた香合を棚物の上に飾っておく。

#### 花所望
花所望（はなしょもう）は花入が名物もしくは由緒のある場合に行う取り扱いである。中立の間に水を張った花入を床に飾りつけておき、後座の席入りのあとに客に所望して花をいけてもらう手続きである。

#### 炭所望
炭所望（すみしょもう）は客に所望して炭をついでもらう手続きである。老練の客がいるときや、単なる座興など、趣旨は様々である。